# Антошин Володимир Сергійович
Антошин Володимир Сергійович — радянський шахіст, гросмейстер (1963). Старший тренер чоловічої збірної команди СРСР з шахів (1971–1981). Технік-конструктор.
Учасник низки змагань чемпіонату Москви, найкращі результати — 2-4-е (1952), 3-є (1956); РРФСР — 2-6-е місця (1961).
Учасник 5 чемпіонатів СРСР, найкращий результат — 7-е місце (грудень 1967). Брав участь в Спартакіадах народів СРСР (у складі збірної РРФСР): 1959 — 4-е, 1963 — 1-е, 1967 — 2-е місця. В складі збірної команди СРСР переможець командної студентської першості світу (1955). Найкращі результати в міжнародних турнірах: Улан-Батор (1956) — 3-є; Кінбаум (1958) — 2-4-е, Москва (1960; турнір ЦШК) — 5-е; Сочі (1963, турніру пам'яті М. Чигоріна) — 3-4-е; Москва (1963; турнір ЦШК) — 4-е; Баку (1964) — 1-2-е; Улан-Батор (1965) — 1-е; Венеція (1966) — 2-е; Циновіц (1966) — 1-е; Гавана (1968; меморіал Х. Р. Капабланки) — 4-6-е; Сараєво (1970) — 3-4-е; Рейк'явік (1976) і Сочі (1979; турнір пам'яті М. Чигоріна) — 5-6-е; Фрунзе (1979) — 2-е місця.

## Спортивні досягнення
| Рік  | Місто      | Турнір                                     | + | − | =  | Результат | Місце |
| ---- | ---------- | ------------------------------------------ | - | - | -- | --------- | ----- |
| 1952 | Москва     | Чемпіонат Москви                           | 7 | 3 | 5  | 9½ з 15   | 2-4   |
| 1955 | Москва     | 22-й чемпіонат СРСР                        | 6 | 5 | 8  | 10 із 19  | 10-11 |
|      |            | Студентські першості світу (командні)      |   |   |    | із        |       |
| 1956 | Ленінград  | 23-й чемпіонат СРСР                        | 4 | 5 | 8  | 8 із 17   | 10    |
|      | Москва     | Чемпіонат Москви                           |   |   |    | з         | 3     |
|      | Улан-Батор | Міжнародний турнір                         |   |   |    | з         | 3     |
| 1957 | Москва     | 24-й чемпіонат СРСР                        | 5 | 8 | 8  | 9 із 21   | 16    |
| 1958 | Кінбаум    | Міжнародний турнір                         | 4 | 3 | 3  | 5½ з 10   | 2-4   |
|      |            | Спартакіада народів СРСР (за збірну РРФСР) |   |   |    | з         |       |
| 1960 | Москва     | Турнір ЦШК                                 | 4 | 3 | 4  | 6 із 11   | 5     |
| 1961 |            | Чемпіонат РРФСР                            |   |   |    | з         | 2-6   |
| 1963 | Сочі       | Турнір пам'яті М. Чігорина                 | 3 | 1 | 7  | 6½ з 11   | 3-4   |
|      |            | Спартакіада народів СРСР (за збірну РРФСР) |   |   |    | з         |       |
|      | Москва     | Турнір ЦШК                                 |   |   |    | з         | 4     |
| 1964 | Баку       | Міжнародний турнір                         |   |   |    | з         | 1-2   |
| 1965 | Улан-Батор | Міжнародний турнір                         |   |   |    | з         | 1     |
| 1966 | Венеція    | Міжнародний турнір                         | 3 | 1 | 3  | 4½ з 7    | 2     |
|      | Циновіц    | Міжнародний турнір                         | 8 | 1 | 6  | 11 із 15  | 1     |
| 1967 | Харків     | 35-й чемпіонат СРСР                        | 6 | 1 | 6  | 9 із 13   | 7     |
|      |            | Спартакіада народів СРСР (за збірну РРФСР) |   |   |    | з         |       |
| 1968 | Гавана     | Меморіал Х. Р. Капабланки                  | 5 | 3 | 6  | 8 із 14   | 4-6   |
| 1970 | Сараєво    | 13-й міжнародний турнір                    | 4 | 0 | 11 | 9½ з 15   | 3-4   |
|      | Рига       | 38-й чемпіонат СРСР                        | 2 | 4 | 15 | 9½ з 21   | 15-16 |
| 1976 | Рейк'явік  | Міжнародний турнір                         |   |   |    | із        | 5-6   |
| 1979 | Сочі       | Турнір пам'яті М. Чигоріна                 | 5 | 3 | 7  | 8½ з 15   | 5-6   |
|      | Фрунзе     | Міжнародний турнір                         |   |   |    | з         | 2     |